# Сальково (Тверская область)
Сальково — деревня в Кашинском городском округе Тверской области России. 

## География
Деревня находится в 7 км на северо-запад от города Кашина.

## История
В 1859 году казённое село Сальково 1-го стана Кашинского уезда Тверской губернии располагалась на Бежецком тракте, при колодце. В 52 дворах проживало 138 мужчин и 178 женщин. В селе располагались казённое училище и православная церковь.
В 1886 году в селе была построена каменная Никольская церковь, метрические книги с 1793 года. 
В конце XIX — начале XX века село входило в состав Ванчуговской волости Кашинского уезда Тверской губернии. 
С 1929 года деревня входила в состав Лобковского сельсовета Кашинского района Кимрского округа Московской области, с 1935 года — в составе Калининской области, с 1994 года — в составе Лобковского сельского округа, с 2005 года — в составе Давыдовского сельского поселения, с 2018 года — в составе Кашинского городского округа.

## Население
| 1859 | 1889 | 2002 | 2010 |
| ---- | ---- | ---- | ---- |
| 316  | ↘286 | ↘39  | ↘17  |